# Ruggero Casari
Ruggero Casari (Paderno Franciacorta, 19 dicembre 1954) è un allenatore di calcio ed ex calciatore italiano, di ruolo portiere.

## Carriera

### Giocatore
Cresce calcisticamente nel Brescia, rimanendo alla società lombarda fino alla stagione 1973-1974, per poi trasferirsi al Crotone, con la cui maglia milita per tre anni.
Nel 1977 cambia squadra, pur rimanendo in Calabria, accasandosi al Catanzaro, che in quella stagione si classifica al secondo posto nel campionato di Serie B, guadagnando la promozione nella massima categoria. Casari è il secondo portiere dietro a Giorgio Pellizzaro, e scende in campo in una sola gara, non disputata per intero. Nel successivo campionato di Serie A è ancora riserva, stavolta di Massimo Mattolini, e chiude la stagione senza presenze nel torneo.
Dopo aver disputato una stagione tra le file del Palermo con 13 presenze all'attivo in Serie B, nell'estate del 1980 ritorna al Catanzaro, che in quell'annata otterrà la posizione più alta in classifica mai raggiunta in Serie A, ovvero il settimo posto, poi eguagliato nella stagione 1981-1982. Inserito in organico come terzo portiere dietro ad Alessandro Zaninelli e Mattolini, dopo il raggiungimento della matematica salvezza Casari partecipa a 2 incontri di campionato: l'esordio avviene il 17 maggio 1981 in Cagliari-Catanzaro (2-1), partita disputata per intero, mentre la domenica successiva subentra a Zaninelli al 79' della gara casalinga contro l'Inter (chiusa con un pareggio a reti bianche).
Nella stagione 1981-1982 è alla Cremonese come "dodicesimo" alle spalle di Luigi Reali, e gioca 6 partite nel campionato di Serie B.
In carriera ha totalizzato complessivamente 3 presenze in Serie A e 19 presenze in Serie B.

### Allenatore
Nella stagione 1996-1997 ha allenato l'Ospitaletto nel campionato di Serie C2, venendo esonerato a stagione in corso. Successivamente nella stagione 1997-1998 è subentrato a stagione in corso a Gianluca Inversini, salvo poi essere a sua volta esonerato e sostituito dal rientrante Inversini.
Nella stagione 2013-2014 ha lavorato come vice e come preparatore dei portieri per i mantovani del Castiglione, in Lega Pro Seconda Divisione; in precedenza nel campionato 2010-2011 e nel campionato 2011-2012 aveva lavorato come preparatore dei portieri per la medesima società, in Serie D.